# Nowy Kościół
Nowy Kościół (deutsch Neukirch an der Katzbach) ist ein Ort in der Stadt- und Landgemeinde Świerzawa in der  Woiwodschaft Niederschlesien in Polen. Es liegt im Bober-Katzbach-Gebirge, etwa achtzig Kilometer westlich von Breslau, sieben Kilometer südwestlich von Złotoryja (Goldberg) und sieben Kilometer nordnordwestlich von Świerzawa (Schönau an der Katzbach).

## Geologie

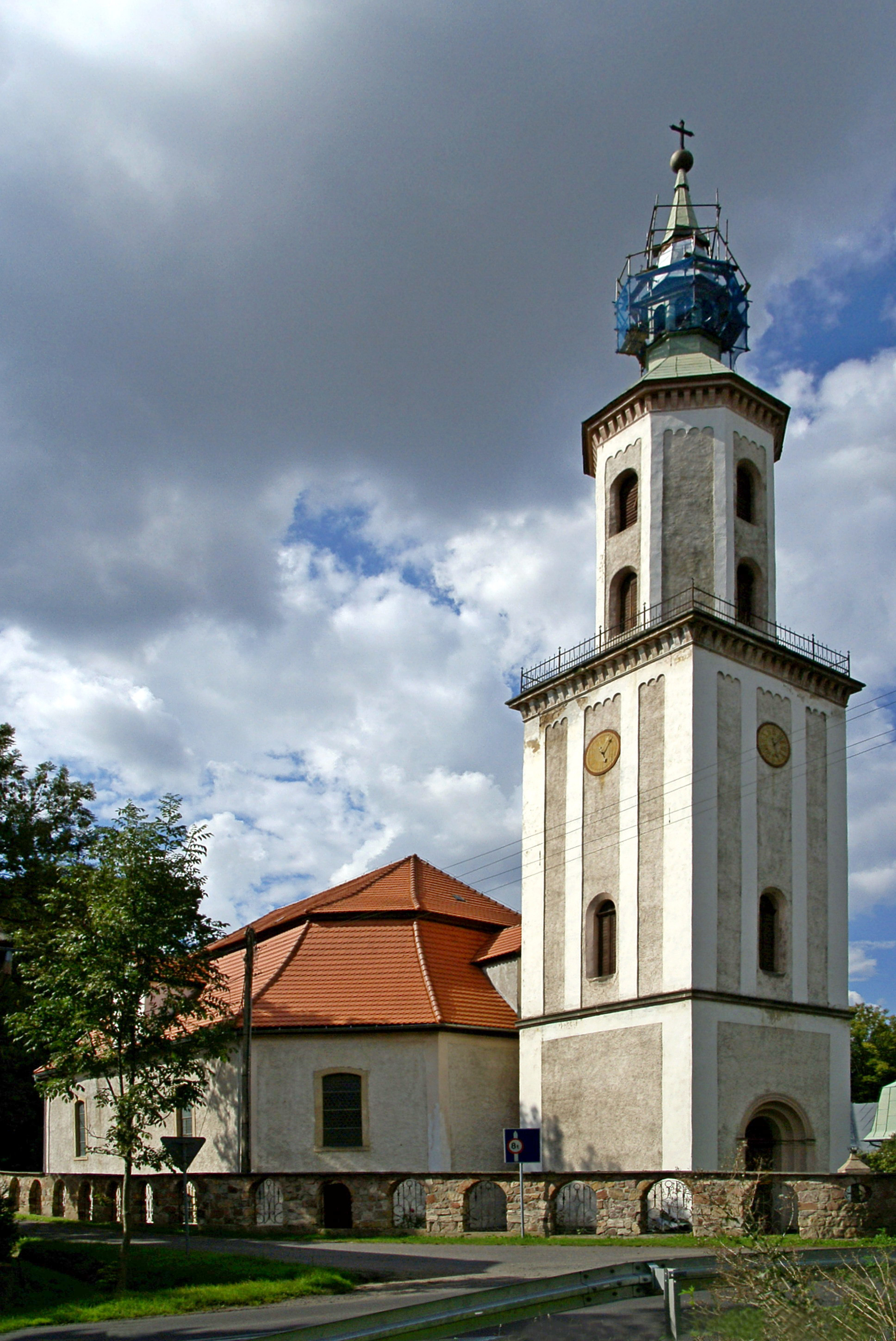
Rosenkranzkirche, bis 1945 Gotteshaus der evangelischen Gemeinde Neukirch (Aufnahme 2010)

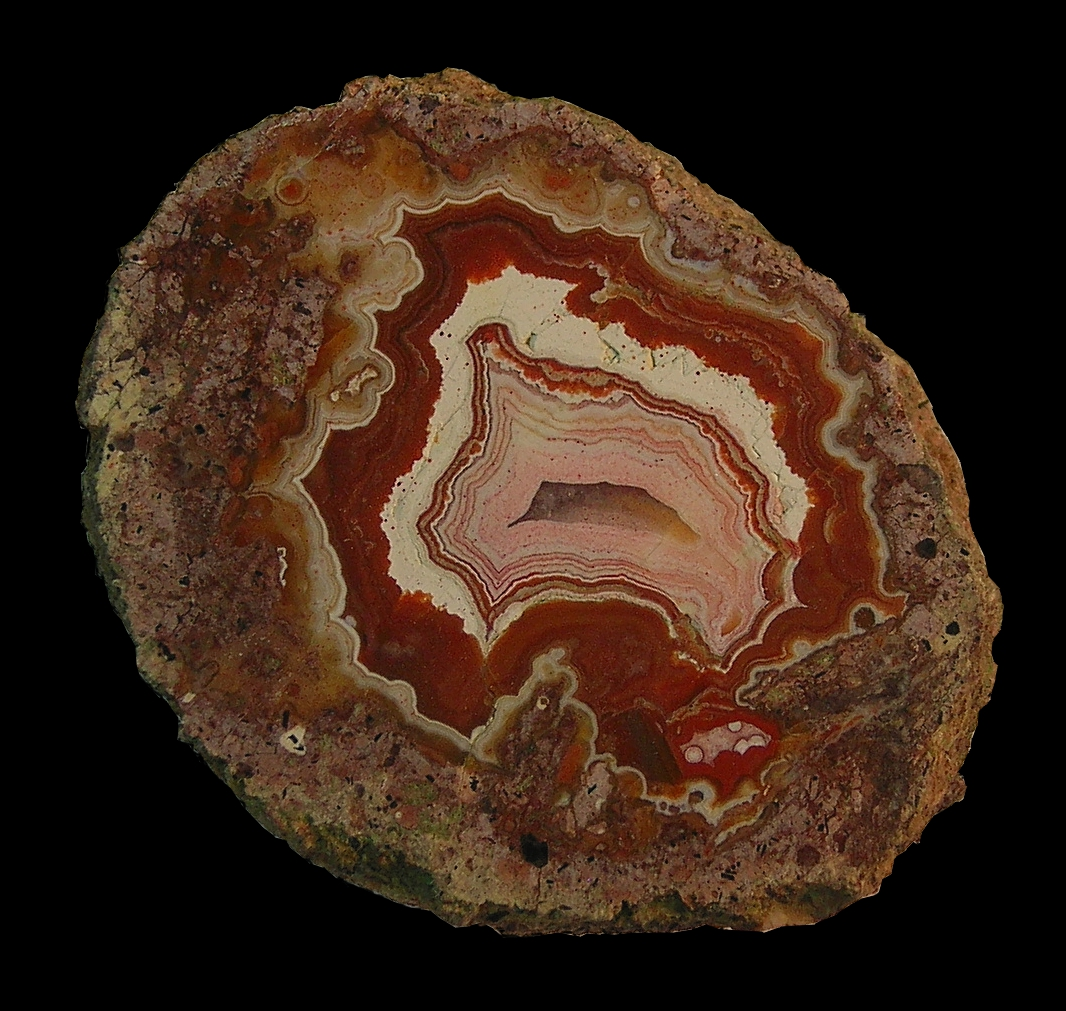
Achat, vermutlich aus dem Bach ‚Höllengraben‘, der südlich des Ortes an der linken Seite in die Kaczawa (Katzbach) mündet.

Die malerischen Ufer der Katzbach im Bereich von Neukirch sind von Felsformationen verschiedener Zusammensetzung umsäumt; häufig kommt hier Rotliegendes zum Vorschein. In den Steinbrüchen der Umgegend wird Gestein für gewerbliche Zwecke abgebaut. Schon am Anfang des 19. Jahrhunderts war hier ein Marmorbruch. Für Sammler ist am linken Ufer südlich von Neukirch bei Rosenau ein Porphyrberg, von dem der kleine Bach ‚Höllengraben‘ herabfließt, von Interesse: Im Bett des auch ‚Höllenbach‘ genannten Rinnsals kommt in großen Mengen Porphyr-Geröll vor. Das äußerlich unansehnliche Gestein enthält im Inneren schöne Fortifikations-Achate, die durch Feinschliff und Politur auf Hochglanz gebracht werden können.

## Geschichte
Ältere Ortsbezeichnungen sind Nova ecclesia (1817, 1228, 1307)  und Nevenkirch (1419). Im Besitz von Neukirch befand sich am Ende des 12. Jahrhunderts Wittich von Zirn, von dem bekannt ist, dass er um 1200 seine Tochter Jutta dem Dietrich von Zedlitz aus dem sächsischen Vogtland zur Frau gab. Das Ehepaar ließ sich in Maiwaldau nieder und hatte neun Söhne, weshalb Dietrich als Ahnherr des schlesischen Familienzweigs der Zedlitz gilt. Peter von Zedlitz, einer der neun Söhne, wirkte später in Neukirch als Pfarrer.
Um das Jahr 1300 wurde Neukirch von der Familie von Zedlitz aufgekauft, die sich seither Zedlitz-Neukirch nannte. Mit einer Unterbrechung in den Jahren 1608–1719 blieb die Familie in der Folgezeit bis zur Separation der gutsherrlichen und bäuerlichen Verhältnisse im Alleinbesitz der Ortschaft; das Rittergut Neukirch besaß die Familie noch bis 1945.
Am 16. September 1895 wurde die Teilstrecke Goldberg – Schönau a. d. Katzbach der Eisenbahn-Nebenlinie Goldberg – Merzdorf für den Personen- und Güterverkehr eröffnet, an der Neukirch a. d. Katzbach eine Haltestelle hatte.
Das Rittergut Neukirch befand sich am Anfang des 19. Jahrhunderts im Besitz einer Freifrau von Zedlitz-Neukirch, die es von einem Gutsverwalter verwalten ließ. Am 1. April 1927 betrug die Flächengröße des Ritterguts Neukirch 666 Hektar, und am 16. Juni 1925 hatte der Gutsbezirk 114 Einwohner. Außer dem Rittergut gab es in Neukirch noch eine Reihe weiterer Landgüter.
Um 1930 hatte Neukirch fünf Gasthäuser, fünf Gemischtwarenhändler, eine Reihe von Handwerksbetrieben, Lieferanten und Dienstleistern sowie Kalkindustrie. Die Zementfabrik der Schlesischen Portland-Zement AG in Neukirch war 1927 stillgelegt
worden.
Im Jahr 1945 gehörte Neukirch zum Kreis Goldberg des Regierungsbezirks Liegnitz in der preußischen Provinz Schlesien des Deutschen Reichs. Neukirch war Sitz des gleichnamigen Amtsbezirks.
Nach Besetzung der Region gegen Ende des Zweiten Weltkriegs durch die Rote Armee im Frühjahr 1945 wurde Neukirch seitens der sowjetischen Besatzungsmacht der Volksrepublik Polen zur Verwaltung überlassen. In der Folgezeit wurde die einheimische Bevölkerung von der polnischen Administration aus Neukirch vertrieben oder an der Rückkehr gehindert.

### Demographie
| Jahr | Einwohner | Anmerkungen |
| ---- | --------- | --- |
| 1818 | 1013      | Dorf, Vorwerk und Kolonie, mit zwei Mutterkirchen, adlige Besitzung |
| 1825 | 1058      | darunter zwölf Katholiken; Dorf mit 189 Häusern, einem Schloss, vier Vorwerken, einer evangelischen Kirche (Bethaus) und einer katholischen Mutterkirche, im Besitz des Wilhelm Konrad Gottlieb Freiherr von Zedlitz-Neukirch |
| 1840 | 1260      | darunter 38 Katholiken; Dorf mit 194 Häusern, einem Schloss, zwei Vorwerken in Oberneukirch, einem Vorwerk in Niederneukirch, einer evangelischen Pfarrkirche und einer katholischen Mutterkirche, im Besitz des Freiherrn von Zedlitz-Neukirch. |
| 1852 | 1437      | [ 17 ] |
| 1867 | 1521      | am 3. Dezember; davon 1450 in der Landgemeinde und 71 im Gutsbezirk |
| 1871 | 1479      | am 1. Dezember; davon 1383 in der Landgemeinde (1340 Evangelische, 43 Katholiken) und 96 im Gutsbezirk (86 Evangelische, 10 Katholiken) |
| 1905 | 1332      | am 1. Dezember; davon 1241 in der Landgemeinde, darunter 1150 Evangelische (sämtlich mit deutscher Muttersprache) und 91 Katholiken (58 mit deutscher Muttersprache, 32 mit polnischer Muttersprache, ein Katholik spricht Deutsch und eine andere Sprache), sowie 111 im Gutsbezirk, darunter 95 Evangelische (sämtlich mit deutscher Muttersprache) und 16 Katholiken (acht mit deutscher und acht mit polnischer Muttersprache) |
| 1910 | 1407      | am 1. Dezember, davon 1295 in der Landgemeinde und 112 im Gutsbezirk |
| 1933 | 1608      | [ 21 ] |
| 1939 | 1574      | [ 21 ] |

## Religionen
Die Gemeinde Neukirch war eine der ersten, die die Reformation annahmen. An die hiesige Kirche berief am 12. September 1518 Georg von Zedlitz den wohl ersten lutherischen Prediger in Schlesien, Melchior Hoffmann; die Kirche wurde erst wieder katholisch im Rahmen der auf den Dreißigjährigen Krieg folgenden Gegenreformation, als kaiserlich-bischhöfliche Kommissare das Gebäude am 2. März 1654 auch hier konfiszierten. Wegen des Mangels an Katholiken verfiel die Kirche seit den zwanziger Jahren des 19. Jahrhunderts und war um 1890 nur noch eine Ruine.
Die neue evangelische Pfarrkirche, mit deren Erbauung 1742 begonnen worden war, wurde am 27. Oktober 1743 eingeweiht. Gegen Ende des 19. Jahrhunderts betreute Pfarrer Noack die evangelische Gemeinde.